# Forevermore (Ruurd Woltring)
Forevermore è un singolo del cantautore olandese Ruurd Woltring, pubblicato il 21 settembre 2012.

## Descrizione
Il brano è stato presentato il 16 settembre 2012 durante un episodio di Niks te gek, andato in onda sul canale televisivo olandese NTR; attraverso questo programma delle persone mentalmente disabili hanno potuto realizzare i propri sogni. Per realizzare quello di Woltring, il suo brano Forevermore è stato riarrangiato dal gruppo musicale symphonic metal Epica e registrato insieme a loro.
Il 21 settembre Forevermore è stato pubblicato come singolo digitale di beneficenza attraverso l'iTunes Store ed è stato poi distribuito su tutte le piattaforme di streaming.

## Tracce
Testi di Mark Jansen, Ruurd Woltring, Simone Simons, musiche di Ariën Van Weesenbeek, Coen Janssen, Isaac Delahaye, Mark Jansen, Rob van der Loo, Ruurd Woltring, Simone Simons.
1. Forevermore – 3:39

## Formazione
- Ruurd Woltring – voce
- Simone Simons – voce
- Mark Jansen – chitarra ritmica e voce death
- Isaac Delahaye – chitarra solista
- Rob van der Loo – basso
- Coen Janssen – tastiera, pianoforte
- Ariën van Weesenbeek – batteria